# Coleophora glaseri
Coleophora glaseri là một loài bướm đêm thuộc họ Coleophoridae. Nó được tìm thấy ở Cộng hòa Séc, Slovakia, Áo, Hungary và Bulgaria.
Ấu trùng ăn Genista tinctoria. 